# Scleria adpressohirta
Scleria adpressohirta är en halvgräsart som först beskrevs av Georg Kükenthal, och fick sitt nu gällande namn av E.A.Rob. Scleria adpressohirta ingår i släktet Scleria och familjen halvgräs. Inga underarter finns listade i Catalogue of Life.